# Fritz Rumler
Fritz Rumler (* 1932; † April 2002 in Hamburg) war ein deutscher Journalist mit langjähriger Karriere als Reporter beim Spiegel.

## Leben
Rumler hatte Germanistik studiert und in diesem Fach auch promoviert. Anschließend begann er als Zeitungsjournalist zu arbeiten und wirkte zunächst bei der Münchner Abendzeitung, wo er sich einen Namen als Theaterkritiker machte. 1965 wechselte er zum Spiegel nach Hamburg, dem er dem Rest seines Lebens treu bleiben sollte. Hier schloss er sich dem Kulturressort an, dessen Abteilung „Kultur III“ er gemeinsam mit Felix Schmidt zeitweilig vorstand. Anschließend wirkte er beim selben Blatt als Reporter und Namensautor für Kultur. Mit dem Buch “Liebe Lilly!” veröffentlichte er 2001, kurz vor seinem Tod, einen Gedichtband für seine kleine Tochter.
In einem Spiegel-Nachruf vom April 2002 wurde an Rumlers große Bandbreite als Autor erinnert, die Porträtierungen zahlreicher Prominente von Hans-Joachim Kulenkampff und Klaus Kinski bis zu Andy Warhol und Dieter Hildebrandt umfasste, und an seine Formulierungskunst, die auch vor kalauernden Formulierungen („Ära, wem Ära gebührt“, „Mönche mögen’s heiß“ oder „Im Drüben fischen“ in einem Artikel über einen Esoteriker) nicht zurückschrak. Rumler verfasste aber auch personenungebundene Artikel zu lediglich im weiteren Sinne kulturbezogene Themen, wie den Untergang der Titanic (1912), Sherlock-Holmes-Festivals und die intelligenzfördernde Wirkung von Musik. Er beherrschte, wie der Spiegel-Nachruf befand, “alle Tonarten der Sprache, vom Pathos begeisterter Reportagen bis zum derben Wortspiel, von der zarten Ironie bis zum maliziösen Verriss”.